# Rhamnophis batesii
Rhamnophis batesii — вид отруйних змій родини полозових (Colubridae). Мешкає в Центральній Африці. Вид названий на честь американського натураліста Джорджа Латімера Бейтса.

## Поширення і екологія
Rhamnophis batesii мешкають в Камеруні, Екваторіальній Гвінеї, Габоні, Республіці Конго, ДР Конго і ЦАР. Вони живуть у вологих рівнинних тропічних лісах, на висоті до 1300 м над рівнем моря. Ведуть деревний спосіб життя. Відкладають яйця.